# PuTTY
PuTTY(퍼티, /ˈpʌti/)는 SSH, 텔넷, rlogin, raw TCP를 위한 클라이언트로 동작하는 자유 및 오픈 소스 단말 에뮬레이터 응용 프로그램이다. PuTTY라는 이름에는 특별한 뜻이 없으나 tty는 유닉스 전통의 터미널의 이름을 가리키며 teletype를 짧게 줄인 것이다.
PuTTY는 본래 마이크로소프트 윈도우용으로 작성되었으나 다른 다양한 운영 체제에도 포팅되었다. 공식 포팅은 일부 유닉스 계열 플랫폼에서 사용할 수 있으며 클래식 맥 OS와 macOS으로의 포팅을 추진하고 있다. 심비안, 윈도우 모바일과 같은 운영 체제에 대한 비공식 포팅도 존재한다.
PuTTY는 사이먼 테이썸이 관리하고 있다.

## 역사
PuTTY의 개발은 1998년 말로 거슬러 올라가며, 2000년 10월부터 SSH-2 클라이언트가 되고 있다.

## 구성 요소
PuTTY는 여러 구성 요소로 이루어져 있다:
- PuTTY: 텔넷, rlogin, SSH 클라이언트 자체. 직렬 포트로 연결할 수도 있다.
- PSCP: SCP 클라이언트. (예: 명령 줄 보안 파일 복사)
- PSFTP: SFTP 클라이언트. (예: FTP와 비슷한 일반적인 파일 전송 세션)
- PuTTYtel: 텔넷 전용 클라이언트
- Plink: Putty 백엔드에 대한 명령 줄 인터페이스
- Pageant: PuTTY, PSCP, Plink용 SSH 인증 에이전트
- PuTTYgen: RSA 및 DSA 키 생성 유틸리티
- pterm: 단독 터미널 에뮬레이터

## 같이 보기
- 테라 텀
- WinSCP